# Premio Nacional a la Mejor Traducción
El Premio Nacional a la Mejor Traducción es un premio convocado desde 1984 por el Ministerio de Cultura de España, heredero del Premio de traducción Fray Luis de León, que se había creado en 1956. En su formato actual, premia a la mejor traducción de una obra extranjera, realizada por traductores españoles en cualquiera de las lenguas españolas.

## Premiados

### 2020-2029
- 2024 - Agata Orzeszek y Ernesto Rubio, Los libros de Jacob, de Olga Tokarczuk.
- 2023 - Carlos Fortea Gil, Los Effinger: una saga berlinesa, de Gabriele Tergit.[2]
- 2022 - Pere Lluís Font, Pensaments i opuscles, de Blaise Pascal.
- 2021 - Helena Cortés Gabaudan, El diván de oriente y occidente, de Goethe.
- 2020 - Isabel García Adánez, Siempre la misma nieve y siempre el mismo tío, de Herta Müller.

### 2010-2019
- 2019 - Belén Santana, Memorias de una osa polar, de Yoko Tawada.
- 2018 - Neila García Salgado, Encontraste un Alma. Poesía completa, de Edith Södergran.
- 2017 - Salvador Peña Martín, Mil y una noches (Árabe - Castellano).
- 2016 - Ana María Bejarano Escanilla, Gran Cabaret, de David Grossman.
- 2015 - Arnau Pons, Cristall d'alè/Atemkristall, de Paul Celan, traducido del alemán al catalán.
- 2014 - Eva Almazán, María Alonso Seisdedos, Xavier Queipo, Antón Vialle, Ulises (Ulysses, en gallego), de James Joyce.
- 2013 - Carmen Montes Cano, Kallocaína, de Karin Boye.
- 2012 - Luz Gómez García, En presencia de la ausencia, de Mahmud Darwix.
- 2011 - Olivia de Miguel, Poesía completa de Marianne Moore.
- 2010 - Mauro Armiño, Historia de mi vida de Giacomo Casanova.

### 2000-2009
- 2009 - José Luis Moralejo, Sátiras. Epístolas. Arte poética, de Horacio.
- 2008 - Miguel Martínez-Lage, La vida de Samuel Johnson, de James Boswell.
- 2007 - Baldomero Macías Rosendo y Fernando Navarro Antolín, Libro de José o sobre el lenguaje arcano, de Benito Arias Montano.
- 2006 - José María Micó, Orlando Furioso, de Ludovico Ariosto.
- 2005 - Luisa Fernanda Garrido, El Kapo, de Aleksandar Tisma.
- 2004 - Mario Merlino, Auto de los condenados, de António Lobo Antunes.
- 2003 - Vicente Fernández González, Verbos para la rosa, de Zanasis Jatsópulos.
- 2002 - Mikel de Epalza, L'Alcorà.
- 2001 - Joan F. Mira, La Divina Comèdia, de Dante (al catalán).
- 2000 - José Luis Reina Palazón, Obras completas de Paul Celan.

### 1990-1999
- 1999 - Lucía Rodríguez-Noriega Guillén, Banquete de los eruditos, de Ateneo de Náucratis.
- 1998 - Ángel-Luis Pujante, La tempestad, de Shakespeare.
- 1997 - Antonio Melero Bellido, Sofistas: testimonios y fragmentos, de varios autore y Clara Janés, por el conjunto de su obra.
- 1996 - José Antonio Fernández Romero y Francisco J. Uriz, Antología de la poesía nórdica.
- 1995 - Juan José del Solar Bardelli, Historia del Doctor Johann Fausto, anónimo del siglo XVI.
- 1994 - Pedro Bádenas de la Peña, Barlaam y Josafat, anónimo bizantino.
- 1993 - María Luisa Balseiro Fernández-Campoamor, Posesión, de A. S. Byatt.
- 1993 - Ramón Sánchez Lizarralde, El concierto, de Ismail Kadaré.
- 1992 - Vicente Fernández González, Seis noches en la Acrópolis, de Yorgos Seferis, y Laureano Ramírez Bellerín, Los mandarines (Historia del Bosque de los Letrados), de Wu Jingzi.
- 1991 - Antonio Alvar Ezquerra, Obras, de Décimo Magno Ausonio.
- 1991 - Basilio Losada Castro, Historia del cerco de Lisboa, José Saramago.
- 1990 - José Fernández Lago y Andrés Torres Queiruga, La Biblia (en gallego).
- 1990 - Emilio Díaz Rolando, La Alexiada, de Ana Comnena.

### 1984-1989
- 1989 - María Luisa Balseiro Fernández-Campoamor, El avance del saber, de Francis Bacon.
- 1988 - Federico Arbós Ayuso, Epitafio para Nueva York, de Ali Ahmad Said "Adonis".
- 1988 - Natividad Gálvez García, La tercera boda, de Costas Taktsís.
- 1987 - Miquel Dolç, De la natura, de Lucrecio.
- 1987 - Juan Eduardo Zúñiga y José Antonio Llardent, Prosas, de Antero de Quental.
- 1986 - Carmelo Elorduy, Romancero chino.
- 1985 - Antonio Holgado Redondo, La Farsalia, de M. Anneo Lucano.
- 1984 - Ángel Crespo, Cancionero, Francesco Petrarca.